# Boleslav IV av Polen

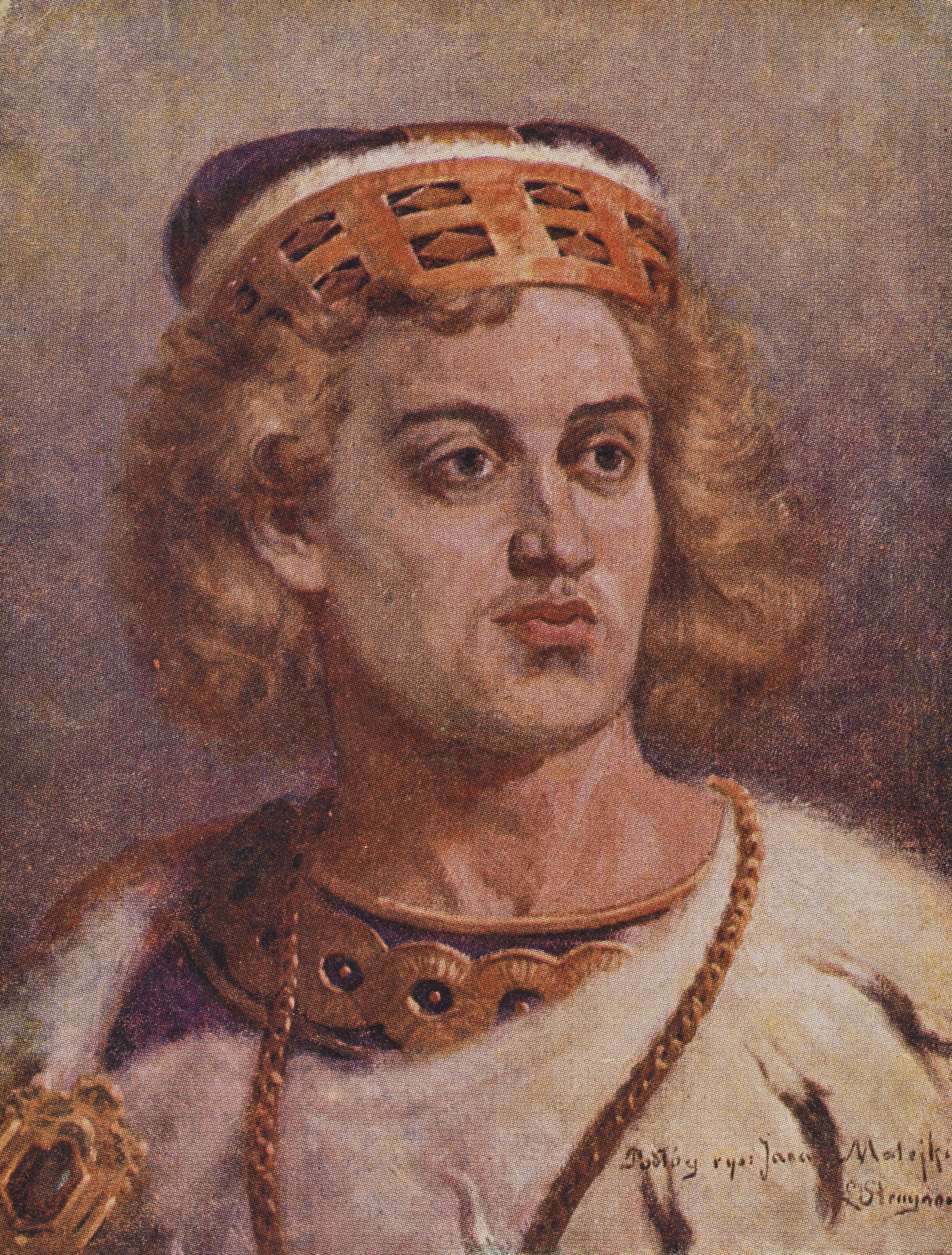
Boleslav IV. Teckning av Jan Matejko.

Boleslav IV Kedzierzawy ("den krushårige"), född omkring 1125, död den 3 april 1173, var en polsk storhertig, som regerade 1146–73. Han var son till Boleslav III och dennes andra hustru Salome av Berg.

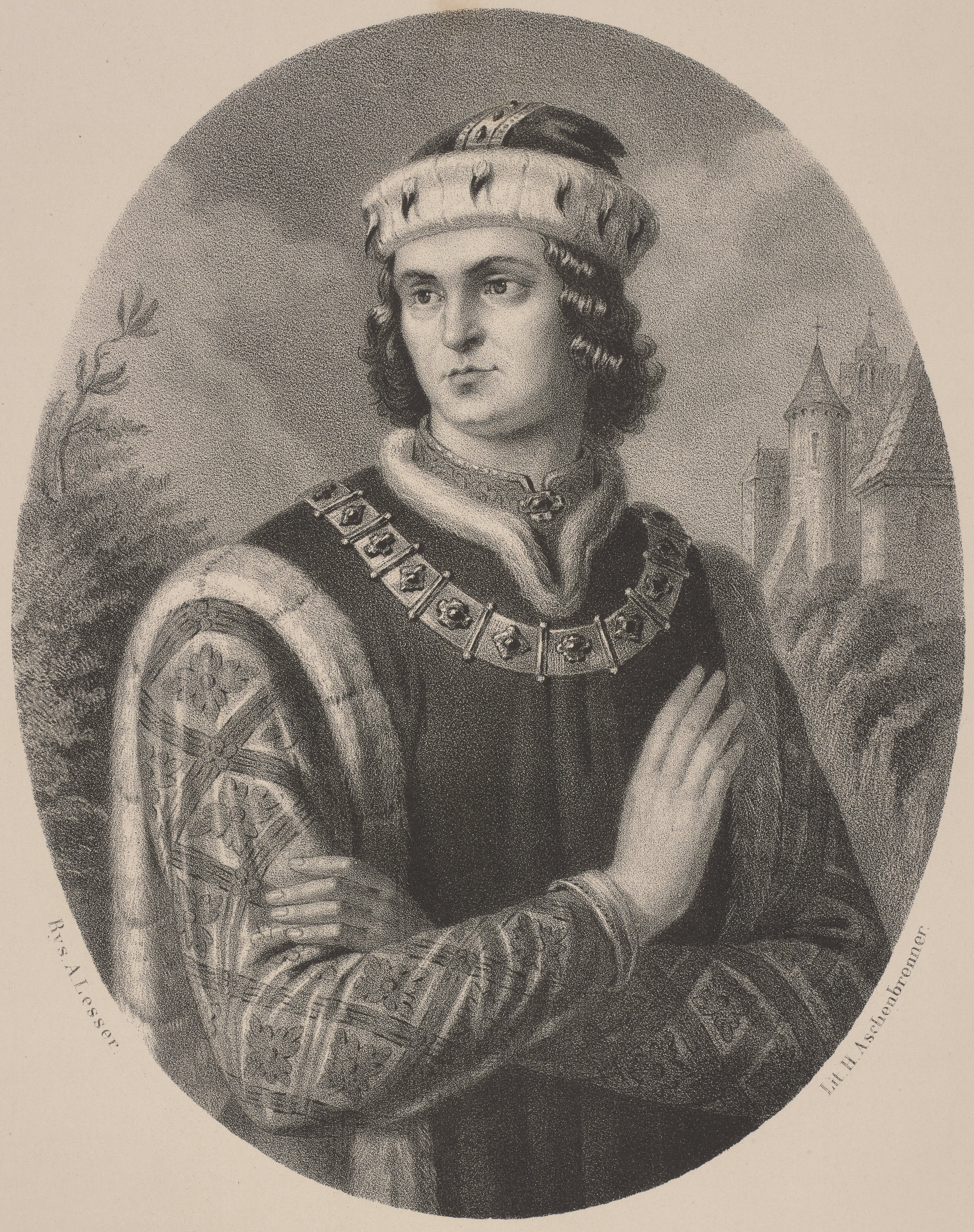
Boleslav IV. Teckning av Aleksander Lesser.

Vid faderns död (1139) fick Boleslav Masovien och Kujavien på sin lott, men började snart stå efter senioratet i hela riket. Han lyckades förjaga sin äldre bror Vladislav II, som flydde till Tyskland och vann Fredrik Barbarossas bistånd. Denne lyckades dock inte återinsätta Vladislav på tronen, men tvang Boleslav att erkänna kejsarens överhöghet. Boleslav behöll tronen till sin död.  Han avled utan annan arvinge än den 11-årige sonen Leszek, som dog barnlös 1186. Som storhertig eller senior efterträddes Boleslav av brodern Mieszko III.